# Універсал (кузов)

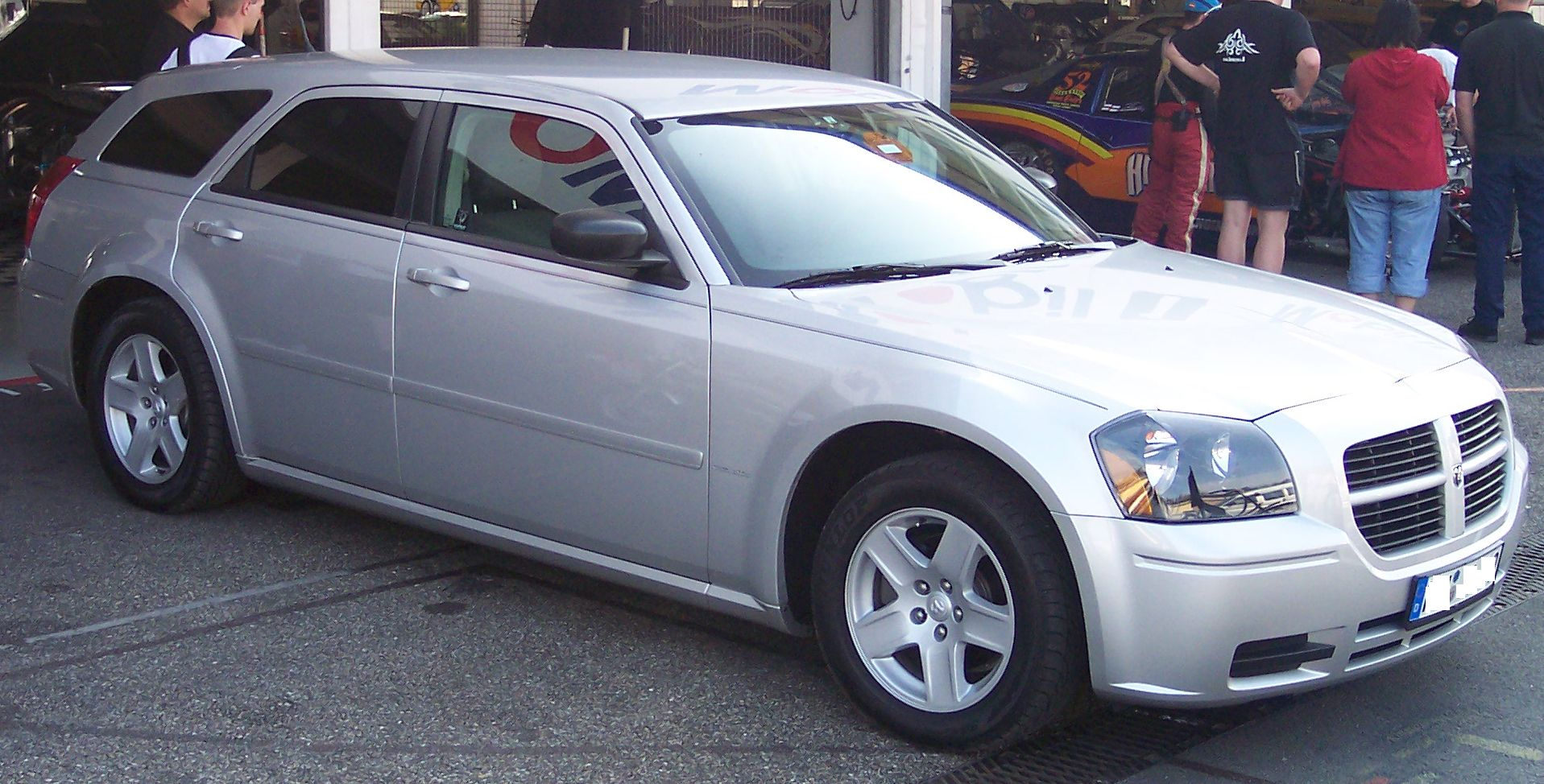
Американський універсал Dodge Magnum

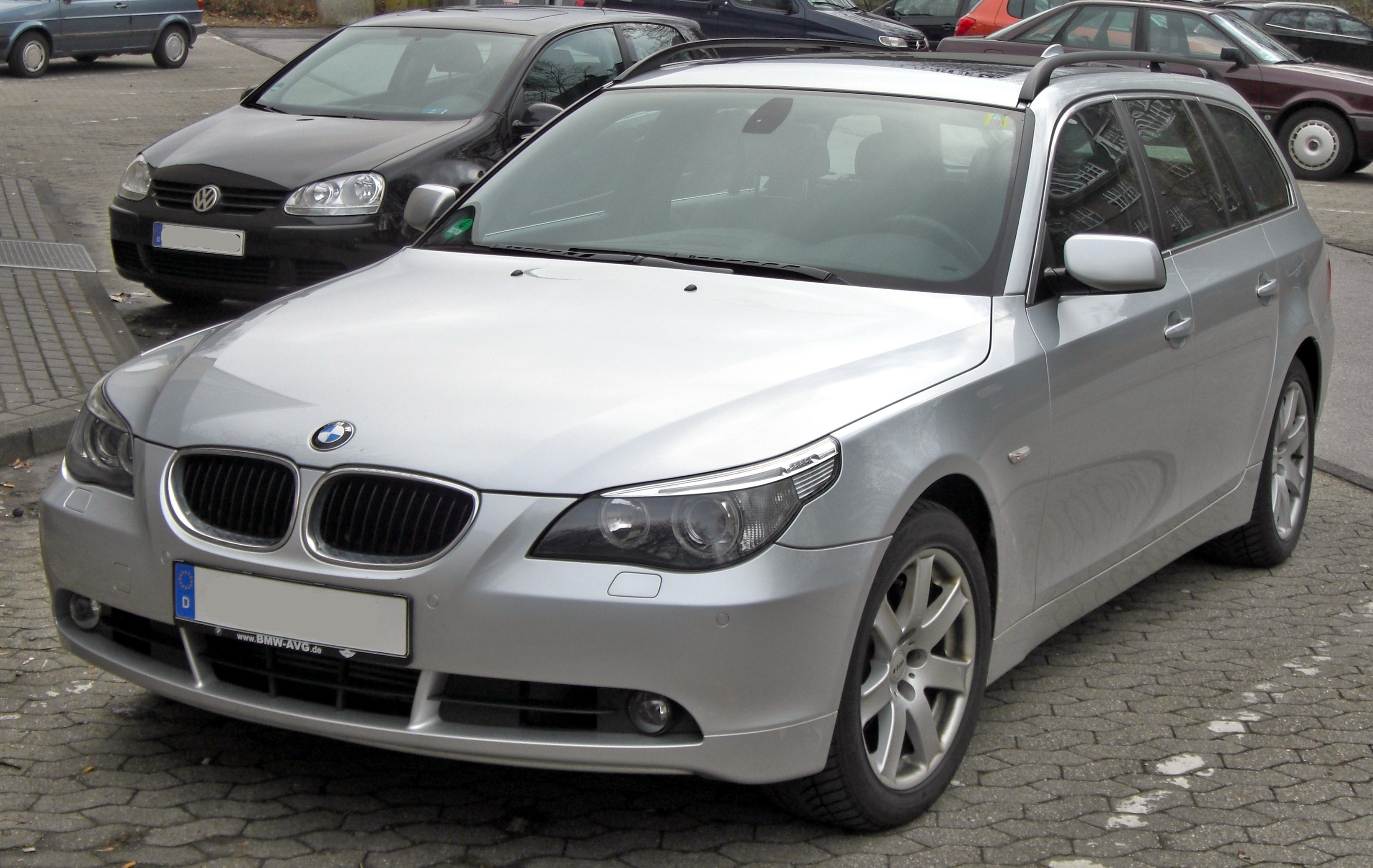
Європейський універсал BMW 5 Серії Touring

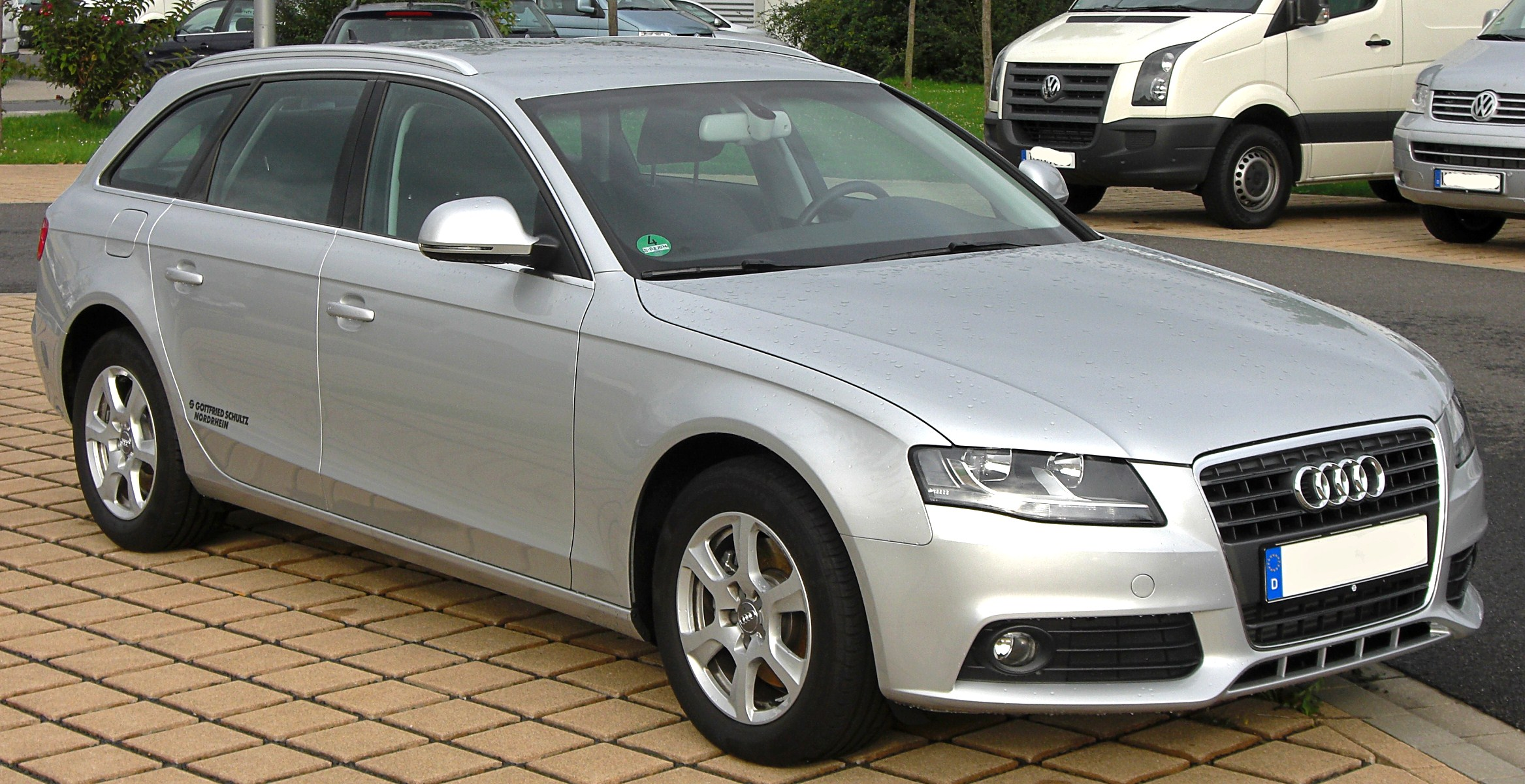
універсал Audi A4 Avant

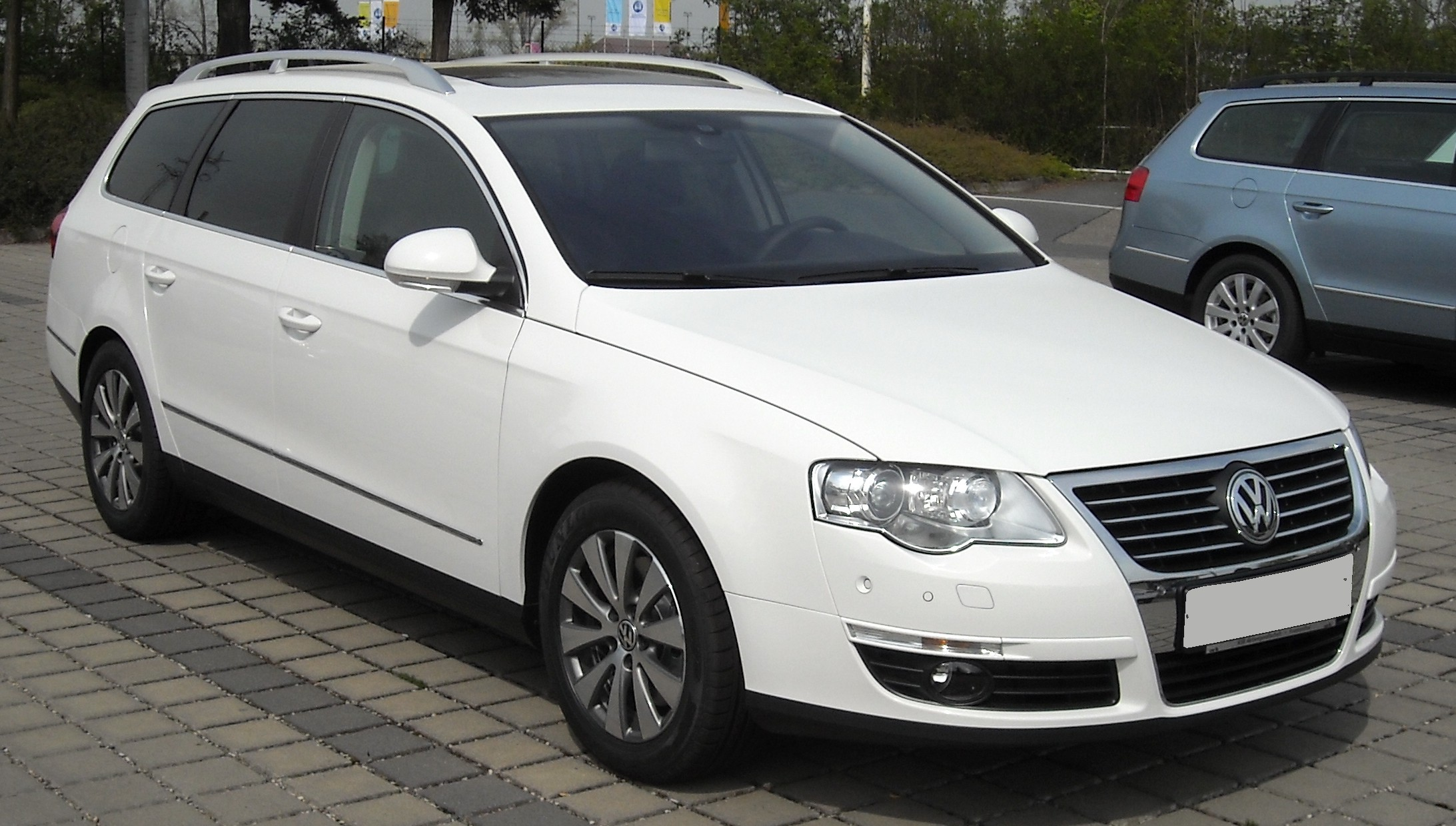
універсал Volkswagen Passat Variant

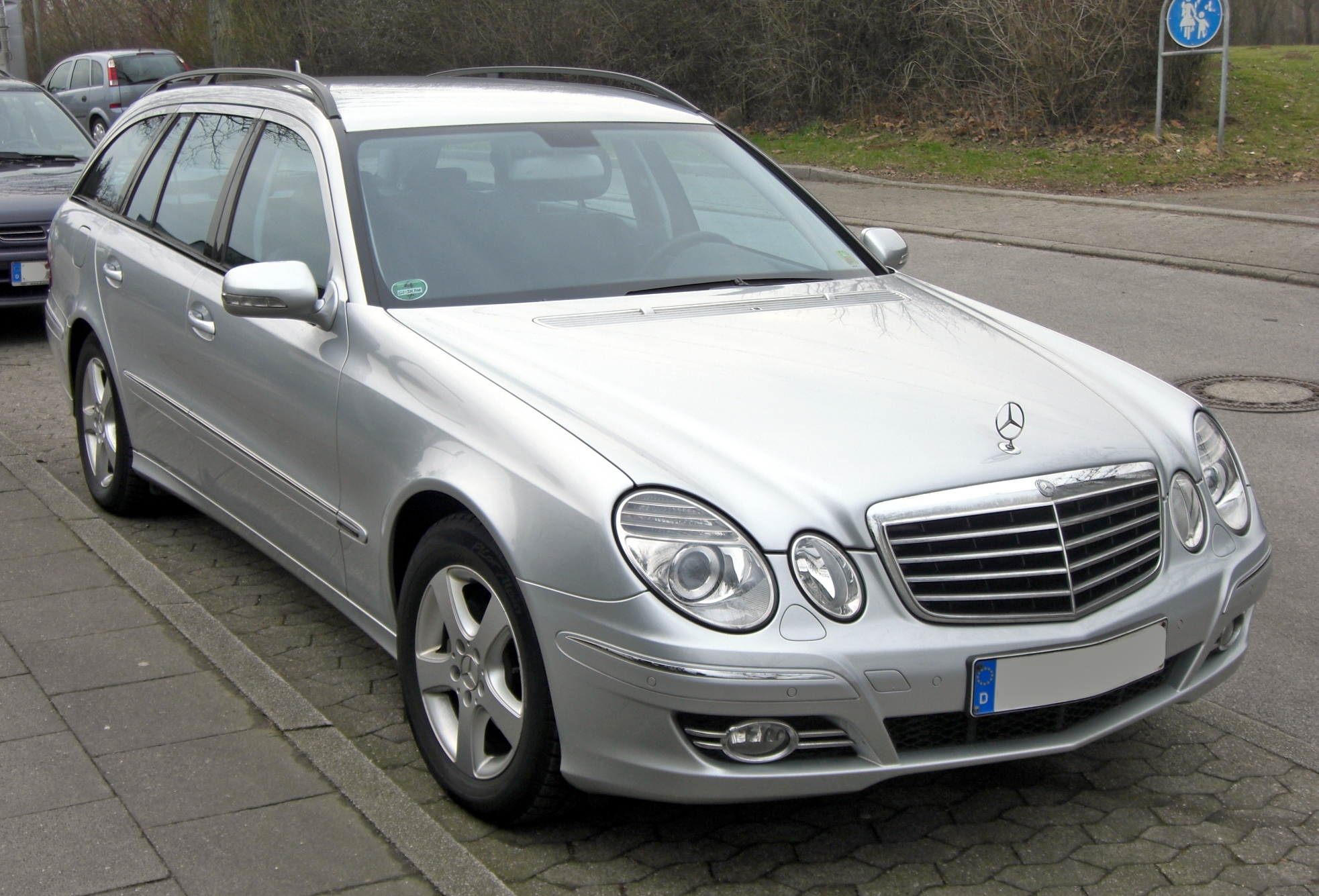
універсал Mercedes-Benz E-Клас T-Modell

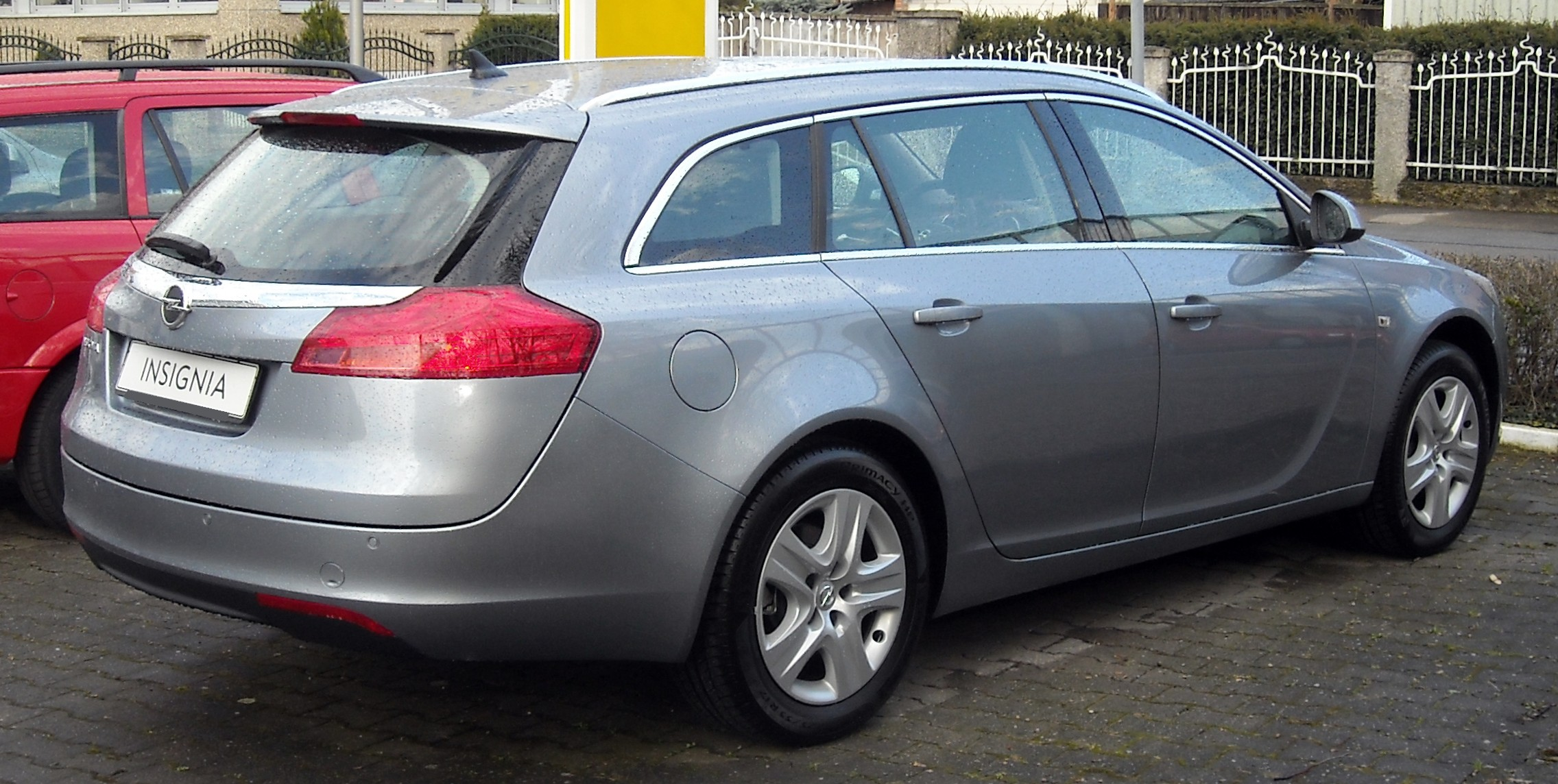
універсал Opel Insignia Caravan

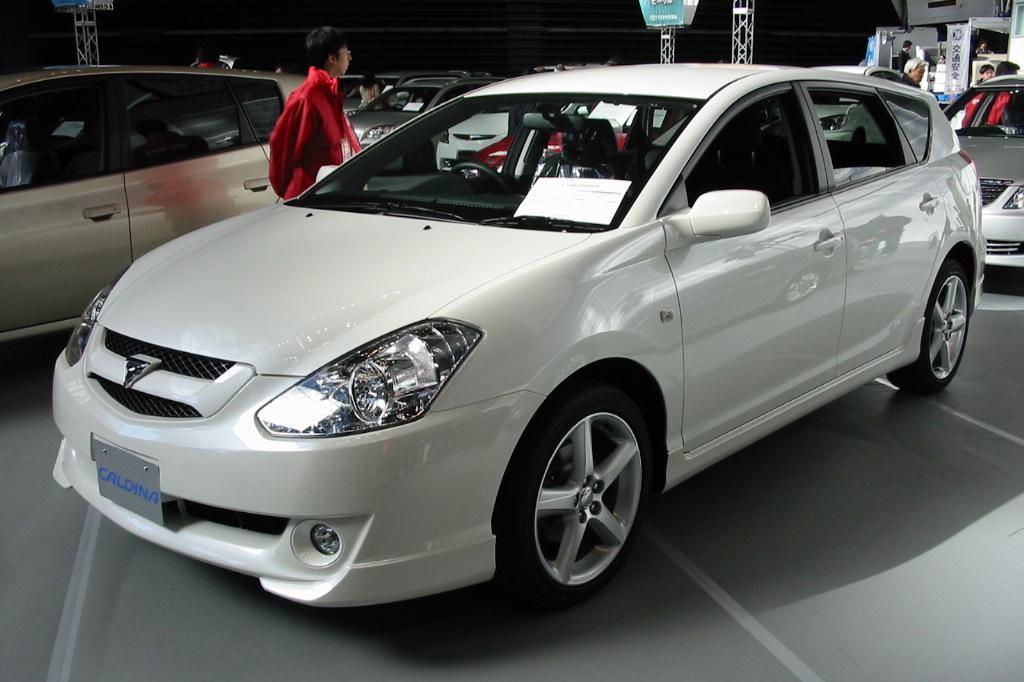
універсал Toyota Caldina

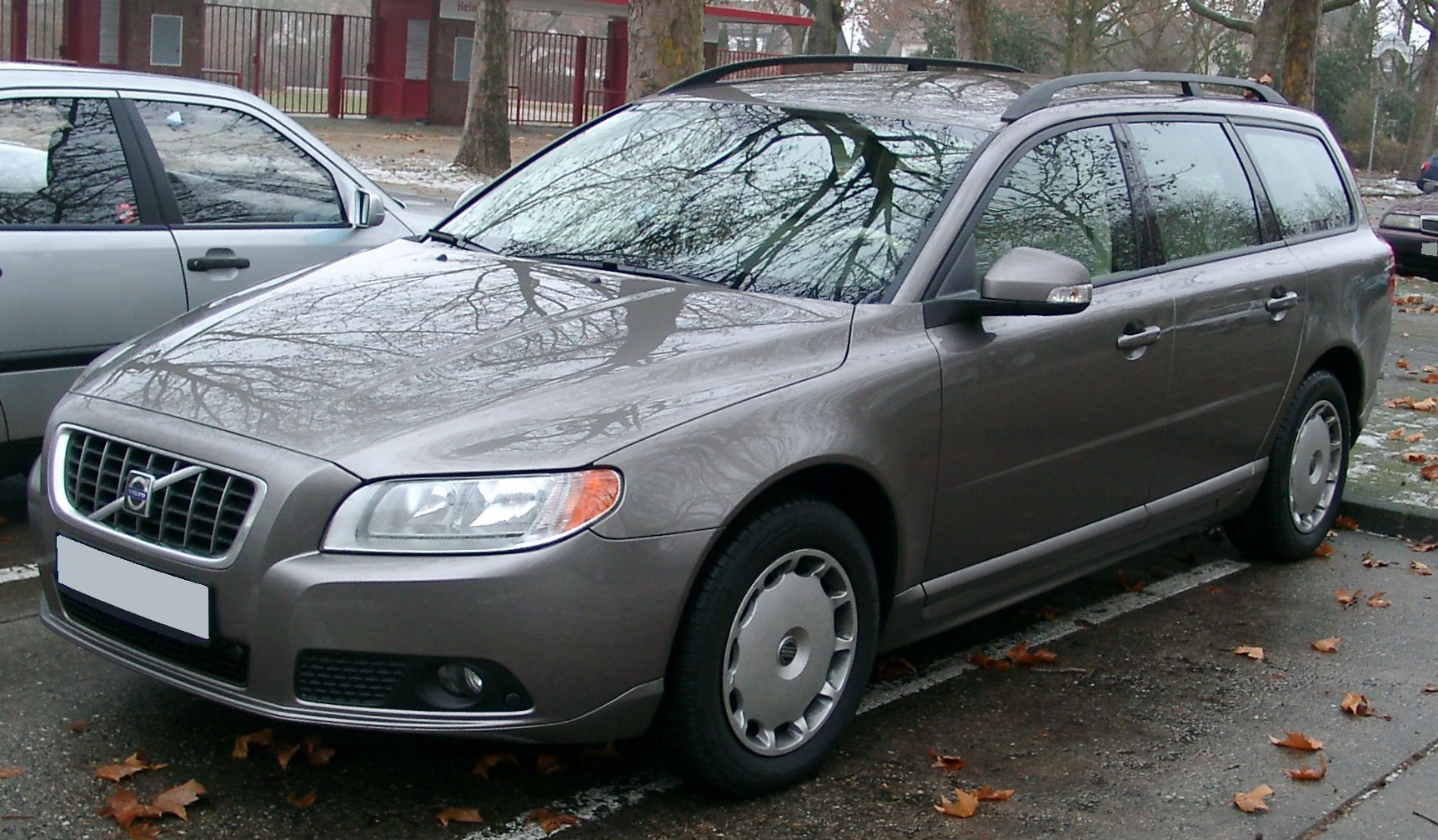
універсал Volvo V70

Універса́л (від лат. universalis — «загальний») — тип закритого кузова легкового автомобіля з двома-чотирма рядами сидінь, з трьома або п'ятьма дверима. Ключова ознака універсалу — можливість трансформації задньої частини кузова шляхом складення всіх рядів сидінь, окрім першого. Фактично це фургон зі заскленими боковинками й складаними сидіннями (як у хетчбеки, SUVs та мінівени).
Термін запроваджено в СРСР і використовується тільки в Російській Федерації, Україні та ряді країн колишнього СРСР.

## Особливості
Форма універсала має принципову відмінність від седана в тому, що багажне відділення і пасажирський салон об'єднані, дах продовжений до заднього габариту, а в задній стінці кузова є додаткові двері.
Сьогодні в багатьох розвинених країнах є загальноприйнятим використання розділової сітки між салоном і багажним відділення універсала для запобігання травмування пасажирів вантажем, що перевозиться, при ДТП. Зокрема, така вимога включена до складу правил Єврокомісії для виробників автомобілів.
Від хетчбека універсал відрізняється довжиною заднього обвісу — у хетчбека він короткий, а в універсала — як у базовому седані, або часто довший.
Деякі універсали (Audi 100 Avant, випуску 1982—1991) мають похилий дах, як у хетчбека, але довжина заднього обвісу свідчить про те, що це універсал. За кордоном у деяких країнах такий тип кузова з довжиною заднього обвісу як у седана і лінією даху типу «фастбек» можуть також називати «ліфтбек».
Універсали мають п'ять (рідше три) дверей, задні двері служать для доступу в збільшене багажне відділення. У Північній Америці та Німеччині зазвичай враховують тільки бічні двері, тоді говорять про «чотири-» і «двухдверний» універсали.
Багато універсалів мають можливість трансформації задньої частини кузова через складання всіх рядів сидінь, окрім першого. Усього кількість рядів сидінь в кузові універсалу може бути два, три чи навіть чотири (деякі американські моделі на шасі повнорозмірних седанів і субурбан і на шасі легких вантажівок). Трапляються салони з двома рядами звичайних (поперечно розташованих) сидінь і розташованими в задній частині бічними (подовжньо розташованими), часто їх роблять складними.
Більшість універсалів мають прості підйомні дверцята ззаду або такі, що відкривається набік. Але у деяких моделей (переважно північноамериканських) двері двостулкові, тобто складаються із верхньої і нижньої частини, що відчиняються незалежно. Нижня стулка коротша від верхньої і не має скління, її відкривають для перевезення особливо довгомірних вантажів. Серед радянських моделей такі дверцята мали ранні випуски «Москвича-426».
Дуже рідкісним типом задніх дверей є двостулкові задні двері, верхня частина яких виконана у вигляді вікна та повністю забирається в дах (т.з. Clamshell) — цей тип використовувався практично лише в Північній Америці в п'ятдесяті … сімдесяті роки і нерідко поєднувався з кузовом «хардтоп-універсал». Так само на деяких сучасних універсалах і позашляховиках передбачена можливість окремо відчинити скло задніх дверей.
Дах у задній частині універсалу іноді може бути піднятий для збільшення корисного об'єму.
Традиційно кузови типу «універсал» виконувалися з дерева. У 1950-і роки непрактичні дерев'яні кузови вийшли з моди, але в Північній Америці досі існує традиція обробляти борти універсалів (і мінівенів) під дерево (стиль «Woodie»).
Універсал із глухими вікнами в задній частині кузова часто називають «фургон» («Van»). У Північній Америці цьому термінові відповідає «Sedan Delivery», тобто «розвізний седан», а «веном» називають тільки фургон на базі мікроавтобуса.
Універсали на шасі малих вантажівок траплялися в США і називалися «сабурбан» («Suburban»). Фактично, це були вантажопасажирські мікроавтобуси капотного компонування.

## Міжнародна термінологія

### В англомовних країнах
- У Північній Америці, Австралії та Новій Зеландії універсал називають Station Wagon (на честь екіпажів, потім — автомобілів, які розвозили пасажирів зі станцій залізниці). Іноді це слово скорочують до Wagon. В Австралії так само іноді використовують дещо застарілу назву — Station Sedan.

- У Великій Британії (Англії) цьому термінові відповідає слово Estate car, або скорочено estate, іноді використовується історичне Shooting Brake («мисливський привал» — на честь кінного екіпажу без даху, призначеного для полювання аристократів).

### В німецькомовних країнах
У німецькомовних країнах ця форма кузову має загальну назву Kombiwagen або скорочено — Kombi, іноді на письмі в англомовній транскрипції — Combi. Цей термін застосовується відносно будь-якого легкового автомобіля з дверцятами у задній частині кузова, котрі часто звуться не «дверцятами» (нім. Türen), а «кришкою», «люком» (нім. Klappe), окрім форми кузову «хетчбек» або «флісхек».
Власні назви в окремих виробників
- Audi — Avant
- BMW — Touring
- Mercedes — T-Modell
- Opel — Caravan
- Volkswagen — Variant

### У франкомовних країнах
У Франції етимологія слова та ж, але пишеться воно Break — скорочене Break de Chasse, теж «мисливський привал».
В окремих виробників
- Peugeot — Break, іноді station wagon
- Renault — Grand Tour
- Citroën — Break

### В Швеції
У окремих виробників
- Volvo — V (від Versatile або Versatility)
- Saab — Sport Combi

### В Італії
У окремих виробників
- Alfa Romeo — Sportwagon
- FIAT — Multi Wagon

### В Японії
У окремих виробників
- Honda — Aerodeck
- Mazda — Estate
- Subaru — Station Wagon

## Приклади автомобілів з кузовом універсал
- ГАЗ-22
- ГАЗ-24-02
- Москвич-423, Москвич-426 та 427
- ВАЗ-2102
- ВАЗ-2104
- ВАЗ-2111
- ВАЗ-2171
- Renault Megane Estate
- Toyota Sprinter Carib
- Toyota Caldina
- Volvo V50
- Volvo V70
- Dodge Magnum
- VW Passat Variant
- Opel Astra Caravan